# Nuestra Belleza México 2014
Nuestra Belleza Mexico 2014 fue la 21.ª edición del certamen Nuestra Belleza México la cual realizó en los Jardines de México de Jojutla, Morelos el sábado 25 de octubre de 2014. Treinta y dos candidatas de toda la República Mexicana compitieron por el título nacional, el cual fue ganado por Wendy Esparza de Aguascalientes quien compitió en Miss Universo 2015 en Las Vegas, Estados Unidos logrando colocarse dentro del Top 15. Esparza fue coronada por la Nuestra Belleza México saliente Josselyn Garciglia, convirtiéndose en la segunda aguascalentense en ir a Miss Universo, además de ser la primera Reina Nacional en haber nacido fuera de México (nació en Evanston, Illinois, USA).
El título de Nuestra Belleza Mundo México 2014 fue ganado por Yamelin Ramírez de Sonora quien compitió en Miss Mundo 2015 en China. Ramírez fue coronada por la Nuestra Belleza Mundo México saliente Daniela Álvarez, convirtiéndose en la tercera sonorense en ir a Miss Mundo.
6 meses después del concurso nacional, el día 16 de abril de 2015, se hizo la designación de Lorena Sevilla de Colima como Nuestra Belleza Internacional México 2015 representando al país en Miss Internacional 2015 en Japón logrando colocarse dentro del Top 10. Así mismo, el día 14 de septiembre de 2015, se hizo oficial la designación de Sandra Ahumada de Tamaulipas como Reina Hispanoamericana México 2015 compitiendo en Reina Hispanoamericana 2015 en Bolivia logrando colocarse dentro del Top 9.
Por tercer año consecutivo y por séptima vez en la historia del concurso, dos finales fueron realizadas por separado para seleccionar a las ganadoras de los títulos  "Nuestra Belleza México" y "Nuestra Belleza Mundo México". Este año no se otorgó el reconocimiento "Corona al Mérito", siendo la primera vez desde su creación en 2002 que no es entregado.

## Resultados
| Posición                    | Candidata |
| Nuestra Belleza Mexico 2014 | - Aguascalientes - Wendy Esparza Δ |
| 1.ª Finalista               | - Jalisco - Karina Martin § |
| 2.ª Finalista               | - Jalisco - Alessa Bravo |
| 3.ª Finalista               | - Colima - Lorena Sevilla Δ |
| 4.ª Finalista               | - Tamaulipas - Sandra Aumada |
| Top 10                      | - Distrito Federal - Fernanda Garduño Δ - Nuevo León - Alejandra Medina - Puebla - Fernanda Pulido - Tlaxcala - Samantha González Δ - Yucatán - Renata Rábago |
| Top 15                      | - Baja California - Gabriela Bibayoff - Chiapas - Fernanda Córdova - Chihuahua - Yaritza Castillo - Morelos - Mariela Sanders - Sinaloa - Kynue Mascareño     |

- § Votada por las concursantes para completar el cuadro de 15 semifinalistas.
- Δ Ganadoras de los Fast-track que otorgan el pase directo al cuadro de 15 semifinalistas.

## Áreas de competencia

### Semifinal: Nuestra Belleza Mundo México
La competencia semifinal y elección de "Nuestra Belleza Mundo México" se realizó en los Jardines de México de Jojutla, Morelos el jueves 23 de octubre, dos días antes de la competencia final. Previo al final del evento, todas las candidatas compitieron en traje de baño y traje de noche como parte de la selección de las 10 candidatas quienes completarían el top 15 (ya que 5 candidatas tuvieron el pase directo al Top 15 por ganar alguno de los 5 premios otorgados por la Organización en base a su desempeño durante el periodo de concentración previo al evento final). El nombre de las 10 concursantes que formaron parte del Top 15 fue revelado durante el inicio en vivo del evento final. La conducción del evento estuvo a cargo de Luz Elena González y David Zepeda.
La ganadora de Nuestra Belleza Mundo México 2014 fue Yamelin Ramírez de Sonora quien compitió en Miss Mundo 2015 en China. Ramírez fue coronada por la Nuestra Belleza Mundo México saliente Daniela Álvarez, convirtiéndose en la tercera sonorense en ir a Miss Mundo. El evento fue la 7.ª edición del concurso "Nuestra Belleza Mundo México" como concurso oficial donde de manera individual se elige a la representante de México para Miss Mundo. La ganadora de este evento no participó en la competencia final.
| Posición                          | Candidata                                                                            |
| Nuestra Belleza Mundo México 2014 | - Sonora - Yamelin Ramírez                                                           |
| 1.ª Finalista                     | - Jalisco - Alessa Bravo                                                             |
| Top 5                             | - Puebla - Fernanda Pulido - Sinaloa - Kynue Mascareño - Tamaulipas - Sandra Ahumada |

#### Jurado Preliminar
Estos son los miembros del jurado preliminar, que eligieron a las 10 semifinalistas que completarían el Top 15 durante la Competencia Semifinal, luego de ver a las candidatas en privado durante entrevistas y pasarela en traje de baño y gala:
- Angelli Nesma - Productora de telenovelas
- Mark Tacher - Actor de televisión
- Alejandro Nones - Actor de televisión
- Diego Di Marco - Conductor de televisión y coach de estilo de vida
- Ken Kinoshita - Diseñador de moda
- Martha Carrillo - Conductora de televisión
- Alfonso Waithsman - Maquillista de las estrellas
- Carlos Latapí - Fotógrafo oficial de Nuestra Belleza México
- Patsy - Actriz de televisión

### Final
La gala final fue transmitida en vivo a través del Canal de las Estrellas para todo México y Univisión para la comunidad hispanohablante de Estados Unidos y América Latina desde los Jardines de México en la ciudad de Jojutla, Morelos el sábado 25 de octubre de 2014. La conducción del evento estuvo a cargo de Ximena Navarrete y Alan Tacher, acompañados de Vielka Valenzuela en el backstage.
El grupo de 15 semifinalistas se dio a conocer durante la competencia final: 10 seleccionadas por un jurado preliminar, quienes eligieron a las concursantes que más destacaron en las tres áreas de competencia durante la etapa preliminar y 5 ganadoras de los reconocimientos especiales que otorga la Organización.
- Las 15 semifinalistas desfilaron en una nueva ronda en traje de baño, donde salieron de la competencia 5 de ellas.
- Las 10 semifinalistas desfilaron en vestido de noche, posteriormente 5 de ellas fueron eliminadas.
- Las 5 finalistas se sometieron a una pregunta final y posteriormente dieron una última pasarela, donde el panel de jueces consideró la impresión general que dejó cada una de las finalistas para votar y definir posiciones finales.

#### Jurado Final
Estos son los miembros del jurado que evaluaron a las concursantes:
- Angelli Nesma - Productora de telenovelas
- Mark Tacher - Actor de televisión
- Alejandro Nones - Actor de televisión
- Diego Di Marco - Conductor de televisión y coach de estilo de vida
- Ken Kinoshita - Diseñador de moda
- Martha Carrillo - Conductora de televisión
- Alfonso Waithsman - Maquillista de las estrellas
- Carlos Latapí - Fotógrafo oficial de Nuestra Belleza México
- Patsy - Actriz de televisión

#### Entretenimiento
- Traje de Baño: Alex Midi ft. Nathalia Milán
- Intermedio: Maite Perroni interpretando "Tu y Yo".
- Intermedio: Alexander Acha interpretando "El Amor te Encontrará".

### Premios Especiales
| Premio                   | Candidata                             |
| Nuestra Modelo           | - Distrito Federal - Fernanda Garduño |
| Las Reinas Eligen        | - Jalisco - Karina Martin             |
| Nuestro Talento          | - Colima - Lorena Sevilla             |
| Nuestra Belleza en Forma | - Aguascalientes - Wendy Esparza      |
| Premio Académico         | - Tlaxcala - Samantha González        |
| Personalidad Fraiche     | - Jalisco - Karina Martin             |
| Camino al Éxito Andrea   | - Jalisco - Alessa Bravo              |
| Nuestra Belleza Internet | - Tlaxcala - Samantha González        |

## Candidatas
| Estado              | Candidata                           | Edad | Estatura | Residencia         |
| Aguascalientes      | Wendolly "Wendy" Esparza Delgadillo | 22   | 1.73     | Aguascalientes     |
| Baja California     | María Gabriela Bibayoff Ureña       | 20   | 1.79     | Ensenada           |
| Baja California Sur | Adela Isela Cázarez Bojórquez       | 21   | 1.72     | Cabo San Lucas     |
| Chiapas             | María Fernanda Córdova Carrillo     | 23   | 1.71     | Tapachula          |
| Chihuahua           | Yaritza Anahí Castillo Loera        | 20   | 1.75     | Cuauhtémoc         |
| Coahuila            | Ángela del Carmen del Río Moncayo   | 21   | 1.73     | Torreón            |
| Colima              | Lorena Marlene Sevilla Mesina       | 23   | 1.76     | Colima             |
| Distrito Federal    | María Fernanda Garduño Vázquez      | 18   | 1.73     | Ciudad de México   |
| Durango             | Gisela Yeraldi Barraza Barraza      | 21   | 1.70     | El Oro             |
| Estado de México    | Lizbeth Bravo Gutiérrez             | 20   | 1.72     | Cuautitlán Izcalli |
| Estado de México    | Vanessa Acero Jaimes                | 22   | 1.75     | Huixquilucan       |
| Guanajuato          | Hilda Margarita Jiménez Aguirre     | 22   | 1.78     | León               |
| Hidalgo             | Orianna Barrera Alarcón             | 20   | 1.70     | Pachuca            |
| Jalisco             | Alessa Bravo Agredaño               | 21   | 1.72     | Guadalajara        |
| Jalisco             | Karina Stephania Martín Jiménez     | 23   | 1.74     | Tonalá             |
| Michoacán           | Michelle Anaid Garibay Cocco        | 19   | 1.70     | Morelia            |
| Morelos             | Claudia Mariela Sanders Ibarrola    | 21   | 1.69     | Cuernavaca         |
| Nayarit             | Xitlali Anaid López Hernández       | 22   | 1.74     | San Blas           |
| Nuevo León          | Alejandra Monserrat Medina Casas    | 22   | 1.74     | Monterrey          |
| Oaxaca              | Nayra Garibo González               | 20   | 1.72     | Tuxtepec           |
| Puebla              | Fernanda Pulido Díaz-Mercado        | 20   | 1.72     | Puebla             |
| Querétaro           | Karen Guadalupe Saldaña Sandoval    | 19   | 1.69     | Querétaro          |
| San Luis Potosí     | Azucena Moro Viveros                | 19   | 1.70     | San Luis Potosí    |
| Sinaloa             | Stefy Unzueta Cázares               | 19   | 1.75     | Navolato           |
| Sinaloa             | Kynué Mascareño Lugo                | 23   | 1.74     | Guamúchil          |
| Sonora              | Yamelin Ramírez Cota                | 21   | 1.72     | Navojoa            |
| Tabasco             | María José Taboada Rodríguez        | 18   | 1.75     | Emiliano Zapata    |
| Tamaulipas          | Sandra Ahumada Treviño              | 21   | 1.78     | Tampico            |
| Tlaxcala            | Samantha Gutiérrez González-Rubio   | 23   | 1.74     | Tlaxcala           |
| Veracruz            | Zara Lorena Ichante Sosa            | 22   | 1.70     | Poza Rica          |
| Yucatán             | Renata Rábago Domínguez             | 23   | 1.74     | Mérida             |
| Zacatecas           | Marleth Geraldine Pinedo Domínguez  | 20   | 1.71     | Fresnillo          |

## Sobre los Estados en Nuestra Belleza México 2014

### Estados designados a la competencia
- Estado de México - Vanessa Acero
- Jalisco - Karina Martin
- Sinaloa - Kynue Mascareño

### Estados que se retiran de la competencia
- Campeche
- Guerrero - Estephany García renunció a su título estatal el día 25 de septiembre de 2014, dos días antes de iniciar la concentración nacional, esto por motivos personales.[6]
- Sonora - Tanya Ung confirmó que no participaría en la final nacional por razones personales el día 18 de septiembre de 2014, aún y cuando ya era oficial su participación como designada estatal. Rumores apuntaron a que su renuncia se debió a una cuestión de estudios mínimos requeridos por el comité nacional.[7]

### Estados que regresan a la competencia
- Compitieron por última vez en 2012:
  -  Zacatecas

## Crossovers
| Miss Universo - 2015: Aguascalientes - Wendy Esparza (Top 15) Miss Mundo - 2015: Sonora - Yamelin Ramírez Miss Internacional - 2015: Colima - Lorena Sevilla (Top 10) Miss Supranacional - 2015: Jalisco - Karina Martín (4.ª Finalista) Face of Beauty International - 2015: Durango - Yeraldi Barraza (Ganadora) World Miss University - 2018: Michoacán - Michelle Garibay (3.ª Finalista) - 2014: Jalisco - Karina Martin (Ganadora) Miss Pacific of the World - 2016: Chihuahua - Yaritza Castillo (Ganadora) Reina Hispanoamericana - 2015: Tamaulipas - Sandra Ahumada (Top 9) Reina Mundial del Banano - 2015: Tlaxcala - Samantha González (1.ª Finalista) Reina Mundial del Oro - 2015: Estado de México - Lizbeth Bravo Miss Costa Maya International - 2020: Morelos - Mariela Sandres (No Compitió) - 2015: Tlaxcala - Samantha González Miss Universe Mexico - 2024: Colima - Lorena Sevilla (3.ª Finalista) Miss F1 de México - 2015: Chiapas - Fernanda Córdova - 2015: Coahuila - Ángela del Río - 2015: Estado de México - Lizeth Bravo - 2015: Estado de México - Vanessa Acero - 2015: Jalisco - Karina Martin - 2015: Nayarit - Xitlali López - 2015: Nuevo León - Alejandra Medina - 2015: Puebla - Fernanda Pulido - 2015: Sinaloa - Kynue Mascareño - 2015: Tamaulipas - Sandra Ahumada - 2015: Tlaxcala - Samantha González (3.ª Finalista) - 2015: Yucatán - Renata Rábago (Ganadora) Miss México - 2019: Morelos - Mariela Sandres (Top 16) | Miss Mundo Universidad México - 2018: Michoacán - Michelle Garibay (Designada) - 2014: Jalisco - Karina Martin (Designada) Mexico's Next Top Model - 2013: Guanajuato - Margarita Jiménez (9.ª Finalista) - 2012: Jalisco - Alessa Bravo (2.ª Finalista) Nuestra Belleza Coahuila - 2012: Coahuila - Ángela del Río (2.ª Finalista) Nuestra Belleza Estado de México - 2014: Estado de México - Vanessa Acero (1.ª Finalista) Nuestra Belleza Jalisco - 2014: Jalisco - Karina Martin (1.ª Finalista) Nuestra Belleza Morelos - 2013: Morelos - Mariela Sanders Nuestra Belleza Nayarit - 2011: Nayarit - Xitlali López (1.ª Finalista) Nuestra Belleza Sinaloa - 2014: Sinaloa - Kynue Mascareño (1.ª Finalista) Nuestra Belleza Veracruz - 2013: Oaxaca - Nayra Garibo Miss Ciudad de México - 2017: Baja California - Gabriela Bibayoff Miss Morelos - 2018: Morelos - Mariela Sandres (Designada) Embajadora del Mariachi y la Charrería - 2010: Jalisco - Karina Martín (Ganadora) Feria Nacional de Fresnillo - 2012: Zacatecas - Marleth Pinedo (Ganadora) Flor Tabasco - 2013: Tabasco - María José Taboada (Top 8) Reina de la Feria Nacional Durango - 2011: Durango - Yeraldi Barraza (Princesa) Reina Cuauhtémoc - 2011: Chihuahua - Yaritza Castillo (Ganadora) Reina de la Feria de San Marcos - 2014: Aguascalientes - Wendy Esparza Reina de la Feria Tapachula - 2008: Chiapas - Fernanda Córdova (Ganadora) |